# 조너선 애덤스
조너선 애덤스(Jonathan Adams, 1967년 7월 16일 ~ )는 미국의 배우이다.

## 영화
- 오스모시스 존스
- 슈퍼맨/배트맨: 공공의 적
- 저스티스 리그: 두 지구의 위기
- 슈퍼맨의 죽음

## 텔레비전
- 프레이저 (시트콤)
- 시티 레인져
- 펠리시티 (드라마)
- 크로싱 조던
- 본즈 (드라마)
- 더 유닛
- 원 트리 힐
- 24 (드라마)
- 클로저 (드라마)
- NCIS (드라마)
- 고스트 & 크라임
- 보스턴 리걸
- NCIS: 로스앤젤레스
- 넘버스 (드라마)
- 블랙 팬서 (애니메이션)
- 위기의 주부들
- 어벤저스: 지구 최강의 영웅들
- 판타스틱 패밀리
- 캐슬 (드라마)
- 그린 랜턴 (애니메이션)
- 번 노티스
- 해리스 로우
- 라스트 맨 스탠딩 (시트콤)
- 업 올 나이트 (시트콤)
- 리벤지 (드라마)
- 니키타 (2010년 드라마)
- 코라의 전설
- 엉클 그랜파
- 원스 어폰 어 타임 (드라마)
- 크라이시스 (드라마)
- 댈러스 (2012년 드라마)
- 페어 오브 킹스
- 어벤져스 어셈블
- 얼티밋 스파이더맨 (애니메이션)
- 리틀 프린세스 소피아
- 가디언즈 오브 갤럭시 (애니메이션)
- 맨 위드 어 플랜
- 지정생존자 (드라마)
- 틴 타이탄 GO!

## 비디오 게임
- 디아블로 III
- 월드 오브 워크래프트: 판다리아의 안개
- 히트맨: 앱솔루션
- 디아블로 III: 영혼을 거두는 자
- 히어로즈 오브 더 스톰
- 월드 오브 워크래프트: 군단
- 포 아너